# Muhammed Ahmed Faris
General Muhammed Ahmed Faris (arabisch محمد أحمد فارس, DMG Muḥammad Aḥmad Fāris; * 26. Mai 1951 in Aleppo, Syrien; † 19. April 2024 in Gaziantep, Türkei) war Pilot und Kosmonaut. Er war der bisher einzige Syrer im Weltraum.

## Leben und Leistungen
Muhammed Faris besuchte die Militärfliegerschule in Aleppo. Nach seinem Abschluss 1973 diente er als Pilot der syrischen Luftstreitkräfte. Er galt als Navigationsspezialist.
Am 30. September 1985 wurde Faris als Kosmonaut ausgewählt und in das Interkosmos-Programm der Sowjetunion aufgenommen. Im Juli 1987 flog er zusammen mit den sowjetischen Kosmonauten Wiktorenko und Alexandrow  mit Sojus TM-3 ins All, wobei Faris als Forschungskosmonaut der ersten Gastmannschaft der Raumstation Mir fungierte. Nach seiner Landung  zusammen mit den sowjetischen Kosmonauten Wiktorenko und Lawejkin mit Sojus TM-2 eine Woche später schied Faris als Kosmonaut aus.
Ausgezeichnet mit dem Orden Held der Sowjetunion, den er am 30. Juli 1987 erhielt, sowie mit dem Leninorden kehrte Faris zu den syrischen Luftstreitkräften zurück und bekleidete den Rang eines Obersten. Bis Frühjahr 2011 gab er sein Wissen über Raumfahrt an Schulen und Universitäten weiter.
Angesichts des Bürgerkriegs in Syrien flüchtete er nach seinem Übertritt zur Opposition am 5. August 2012 in die Türkei und wohnte seitdem im Istanbuler Stadtteil Fatih. Er hielt Vorträge über Raumfahrt, auch vor Kindern und Jugendlichen, zum Beispiel im Planetarium in Istanbul-Eyüp, und lehrte an Universitäten. Daneben engagierte er sich nach eigenen Angaben für einen demokratischen Wandel in Syrien.
Faris war verheiratet und lebte bis zum Bürgerkrieg 2012 mit seinen drei Kindern in Aleppo. Er gab seinem Sohn den Namen der Raumstation, die er 1987 besucht hatte. Mir Faris lebte 2016 in Bonn.